# Martin Mystery
Martin Mystery je animirana televiziska serija studija Marathon Production. V Sloveniji serija ni bila nikoli predvajana

## Vsebina
V seriji sta glavna lika Martin Mystery in njegova polsestra Diana Lombard, ki sta agenta organizacije "Središče" ("The Center").

## Liki
- Martin Mystery
- Diana Lombard
- Java The Caveman
- M.O.M.
- Billy
- Jenni Anderson
- Marvin
- Gerard Mystery

## Epizode
- Seznam epizod serije Martin Mystery